# 原民喜
原 民喜（はら たみき、1905年〈明治38年〉11月15日 - 1951年〈昭和26年〉3月13日）は、日本の詩人、小説家。広島で被爆した体験を、詩『原爆小景』(1950年)や小説『夏の花』(1947年)等の作品に残した。
縫製業を営む裕福な家庭の五男に生まれた。慶大英文科に進み、ダダイズムの影響を受けた詩を発表する一方、左翼運動にも一時近づく。卒業後の翌年、掌編小説集『焔』(1935年)を自費出版。「三田文学」などに短編小説を発表するなど創作盛んであった。妻が病死した悲しみも創作への原動力となる。
郷里広島に疎開中に被爆。以降体調すぐれない中、「このことを書きのこさねばならない」という強い信念のもと、被爆体験を綴った。

## 生涯

### 学生時代
1905年11月15日、広島県広島市幟町（のぼりちょう）（現中区幟町）に生まれる。陸海軍・官庁用達の縫製業を営む父・原信吉の五男。1917年、11歳で父を亡くし、この頃から無口で内向的な性格となる。同じ年に兄・守夫と原稿綴じの家庭内同人誌『ポギー』を発刊して詩作を始める。これは後に他の兄妹も参加して、詩名を『せれなで』『沈丁花』『霹靂（へきれき）』と変えながら、断続的に約12年間続いた。1918年、死の床にあった姉ツルから聖書の話を聞き「生まれ変わるような衝撃」を受ける。ツルの死後、形見として『聖書』を譲り受け、最晩年までツルを慕った。
1923年広島高等師範学校付属中学（現広島大学附属高等学校）4年を修了。大学予科の受験資格が与えられたために1年間登校せず、ロシア文学を愛読し、宇野浩二に傾倒。室生犀星、ヴェルレーヌの詩を耽読。同級生の熊平武二の誘いで同人雑誌『少年詩人』に参加する。
1924年、慶應義塾大学文学部予科に進学。同学年に山本健吉、田中千禾夫、蘆原英了、瀧口修造、北原武夫、厨川文夫がいた。1925年、辻潤、スティルネルに惹かれ、ダダイスムに傾斜し、1月から4月にかけて、糸川旅夫の筆名で『芸備日日新聞』にダダイスム風の詩を発表する。1926年に同人誌『春鶯囀』を創刊して熊平清一、熊平武二、山本健吉、銭村五郎、長光太らが参加。また原稿綴じ回覧雑誌『四五人会雑誌』を創刊する。在学中は一時左翼運動への関心を高め、日本赤色救援会に所属しオルグにも参加するが、組織の衰弱化、崩壊に伴い、自然に運動から離れる。1932年に慶應義塾大学文学部英文科を卒業。卒論は「Wordsworth論」。相当の身請け金を出し本牧の女性を自由にし同棲をはじめるも、半月も経たないうちに逃げられる。初夏、カルモチン自殺を図るが失敗する。

### 詩人へ
1933年、郷里の隣家の紹介で、広島県豊田郡本郷町（現三原市）出身の永井貞恵と見合い結婚。貞恵の弟の善次郎は後の評論家佐々木基一。1935年、小品集『焔』を自費出版。俳句誌『草茎』へ貞恵とともに俳句を発表。俳号は杞憂。1936年から1941年にかけて『三田文学』などに短編小説を多数発表するが、1939年の貞恵の発病により次第に作品発表数は減少した。1942年に船橋市立船橋中学校の嘱託英語講師となる。1944年9月28日、貞恵が糖尿病と肺結核のため死去。妻との思い出は後に「忘れがたみ」（1946年）などの作品を生んだ。 同年、船橋中学を退職し朝日映画社の脚本嘱託となる。
1945年1月31日、郷里の広島の長兄の家へ疎開。8月6日に広島市に原爆が投下され、爆心地から1.2キロメートルの生家で被爆。家が堅牢だったこと、狭い便所にいたことから一命はとりとめるが、家はその後の火災で焼失する。二晩の野宿の後、佐伯郡八幡村（現広島市佐伯区東部）に避難する。それ以後被爆との因果関係は不明であるが下痢など体調がおもわしくない状態が続く。秋から冬にかけて、原爆投下の惨状をメモした手帳を基に小説「原子爆弾」（後の「夏の花」）を執筆。体験者しか知りえない同作の過酷な原爆描写は、現在でも稀少であるとともに、原が詩人であったことから、今日でも原爆投下の状況を表現した詩として評価が高い。

### 自殺
1946年4月、長光太の勧めに呼応し上京。慶應義塾商業学校・工業学校の夜間部の嘱託英語講師をしながら、『三田文学』の編集に携わる。1947年6月、「夏の花」を『三田文学』に発表。同年12月、英語講師を辞す。1948年1月、『三田文学』の編集室のあった能楽書林に転居し、雑誌編集と執筆活動に専念。6月、『近代文学』の同人となる。またこの頃、春に慶応義塾大学を卒業し評論家として出発したばかりの遠藤周作と知り合い、深い親交を結ぶ。同年12月、「夏の花」が第一回水上滝太郎賞を受賞。1949年2月、能楽書林より小説集『夏の花』を刊行。この年いっぱいで丸岡とともに『三田文学』の編集を辞した。
1950年1月、武蔵野市吉祥寺に転居。4月、広島で行われた日本ペンクラブ大会に参加、登壇者の一人として「原爆体験以後」と題した講演を行う。同月、父の遺産の株券を売却。6月、朝鮮戦争勃発。12月、長光太宛の書簡で詩「家なき子のクリスマス」と詩「碑銘」を送る。1951年3月13日、久我山の鈴木重雄の家を訪ね酒を酌み交わしたのち、午後11時31分に国鉄中央線の吉祥寺駅 - 西荻窪駅間の線路に身を横たえ鉄道自殺する。原は大量の酒を飲んでいたらしく、視官は原の轢死体からアルコールの匂いがしたと証言している。しかし、事前に遺品などの整理は周到に行われており、衝動自殺ではないことが窺われる。下宿の机には親族や佐々木基一、遠藤周作、丸岡明、鈴木重雄、庄司総一、山本健吉、藤島宇内、佐藤春夫、梶山季之などにあてた17通の遺書があった。葬儀は埴谷雄高の提案で無宗教で行われた。遺稿に「心願の国」「永遠のみどり」がある。

## 作家研究
原民喜は草野心平主催の『歴程』に参加し、多くの詩を創作、童話も多数残した。
原は対人関係や日常生活において臆する幼児であったと形容されるが「僕は堪えよ、静けさに堪えよ。幻に堪えよ。生の深みに堪えよ。堪えて堪えて堪えてゆくことに堪えよ。一つの嘆きに堪えよ。無数の嘆きに堪えよ。嘆きよ、嘆きよ、僕を貫け。帰るところを失った僕を貫け。突き放された世界の僕を貫け」（『鎮魂歌』より）にみられるように、内部において強靭な意志を持った作家だということが垣間見られる。原の作品は死後50年経ったため、著作権が失効している。その為作品の多くはインターネット等で自由に閲覧する事が出来る。
大江健三郎による原爆小説アンソロジーでは、原の『心願の国』の中の「何とも知れない未来に」という言葉が書題として使われた。

## 主な作品

### 詩
- 「原爆小景」（「コレガ人間ナノデス」「燃エガラ」「水ヲ下サイ」「永遠のみどり」などを収める構成詩）
- 「碑銘」
- 「悲歌」

### 小説
- 「夏の花」「廃墟から」「壊滅の序曲」（以上3つは『夏の花』三部作と称される）
- 「鎮魂歌」
- 「心願の国」

### 著書
- 『焔』東京印刷、1935年3月。
- 『小説集 夏の花』能楽書林〈ざくろ文庫 5〉、1949年2月。
- 『原民喜詩集』細川書店、1951年7月。
- 『夏の花』角川書店〈角川文庫 908〉、1954年8月。
- 『原民喜詩集』青木書店〈青木文庫 295〉、1956年8月。
- 『夏の花』丸木位里・丸木俊絵、麦書房〈新編雨の日文庫 第3集 7〉、1965年11月。
- 『夏の花』晶文社、1970年7月。
- 『夏の花・鎮魂歌』講談社〈講談社文庫〉、1973年5月。
- 『夏の花・心願の国』新潮社〈新潮文庫 2137〉、1973年7月。ISBN 9784101163017。
- 『原民喜のガリバー旅行記』晶文社〈ものがたり図書館〉、1977年12月。
- 『小説集 夏の花』岩波書店〈岩波文庫〉、1988年6月。ISBN 9784003110812。
- 藤島宇内 編『原民喜詩集』土曜美術社出版販売〈日本現代詩文庫 100〉、1994年12月。ISBN 9784812005170。
  - 『新編 原民喜詩集』（改訂版）土曜美術社出版販売〈新・日本現代詩文庫 64〉、2009年8月。ISBN 9784812017432。
- 『ガリバー旅行記』講談社〈講談社文芸文庫〉、1995年6月。
- 川津誠 編『原民喜』日本図書センター〈シリーズ・人間図書館 作家の自伝 71〉、1998年4月。ISBN 9784820595151。
- 『夏の花』日本ブックエース〈平和文庫〉、2010年7月。
- 『コミック版 夏の花』山田雨月漫画、ホーム社〈MANGA BUNGOシリーズ〉、2010年8月。ISBN 9784834263152。
- 『原民喜初期作品集 死と夢 幼年画』広島花幻忌の会、2011年11月。
- 『原民喜全詩集』岩波書店〈岩波文庫〉、2015年7月。ISBN 9784003110829。
- 『幼年画』サウダージ・ブックス、2015年8月。ISBN 9784907473051。
- 『夏の花』幸文堂出版〈Koubundo Bibliotheca 1〉、2015年8月。ISBN 9784907965037。
- 天瀬裕康 編『原民喜初期幻想傑作集 夢の器』彩流社、2018年5月。ISBN 9784779124747。

### 翻訳
- スウィフト『ガリバー旅行記』主婦之友社〈少年少女名作家庭文庫〉、1951年6月。

### 作品集
原民喜作品集
- 『原民喜作品集』 第1巻、角川書店、1953年3月。

収録：夏の花, 死と夢, 幼年画, 夏の花
- 『原民喜作品集』 第2巻、角川書店、1953年3月。

収録：美しき死の岸に, 原爆以後, 美しき死の岸に
原民喜全集
- 『原民喜全集』 第1巻、芳賀書店、1965年9月。

収録：焔, 幼年画, 死と夢, 短篇作品, 詩, 俳句, 断片・書簡
- 『原民喜全集』 第2巻、芳賀書店、1965年8月。

収録：夏の花, 原爆以後, 美しき死の岸に, 短篇作品, 童話, エッセイ, 遺書
日本現代文学全集
- 『織田作之助・田中英光・原民喜集』講談社〈日本現代文学全集 第95巻〉、1966年7月。
  - 『織田作之助・田中英光・原民喜集』（増補改訂版）講談社〈日本現代文学全集 第95巻〉、1980年5月。

収録：焔, 行列, 玻璃, 暗室, 忘れがたみ, 小さな庭, 夏の花, 火の踵, 壊滅の序曲, 鎮魂歌, 美しき死の岸に, 心願の国, 童話, 原爆小景, 魔のひととき, 杞憂句集, ガリヴァ旅行記, 原爆回想, 五年後, 戦争について, 死について
日本短篇文学全集
- 『北原武夫・田中英光・原民喜・三浦朱門・井上光晴・石原慎太郎』筑摩書房〈日本短篇文学全集 第46巻〉、1969年8月。

収録：魔のひととき, 迷路, 冬草
定本原民喜全集
- 『定本原民喜全集』 第1巻、青土社、1978年8月。

収録：焔, 死と夢, 幼年画, 拾遺作品集I, 夏の花, 拾遺作品集II, 拾遺集
- 『定本原民喜全集』 第1巻、青土社、1978年9月。

収録：原爆以後, 美しき死の岸に, ガリバー旅行記, 童話作品集, エッセイ集, 拾遺集
- 『定本原民喜全集』 第1巻、青土社、1978年11月。

収録：全詩集, 全句集, 書簡集・遺書, 拾遺集
- 『定本原民喜全集』 別巻、青土社、1979年3月。

原民喜戦後全小説
- 『原民喜戦後全小説』 上、講談社〈講談社文芸文庫〉、1995年7月。ISBN 9784061963313。

収録：夏の花, 美しき死の岸に
- 『原民喜戦後全小説』 下、講談社〈講談社文芸文庫〉、1995年8月。ISBN 9784061963351。

収録：原爆以後, 拾遺作品集, 童話作品集
- 『原民喜戦後全小説』（新装版）講談社〈講談社文芸文庫〉、2015年6月。ISBN 9784062902762。

収録：夏の花, 美しき死の岸に, 原爆以後, 拾遺作品集, 童話作品集

## 詩碑と建立の経緯

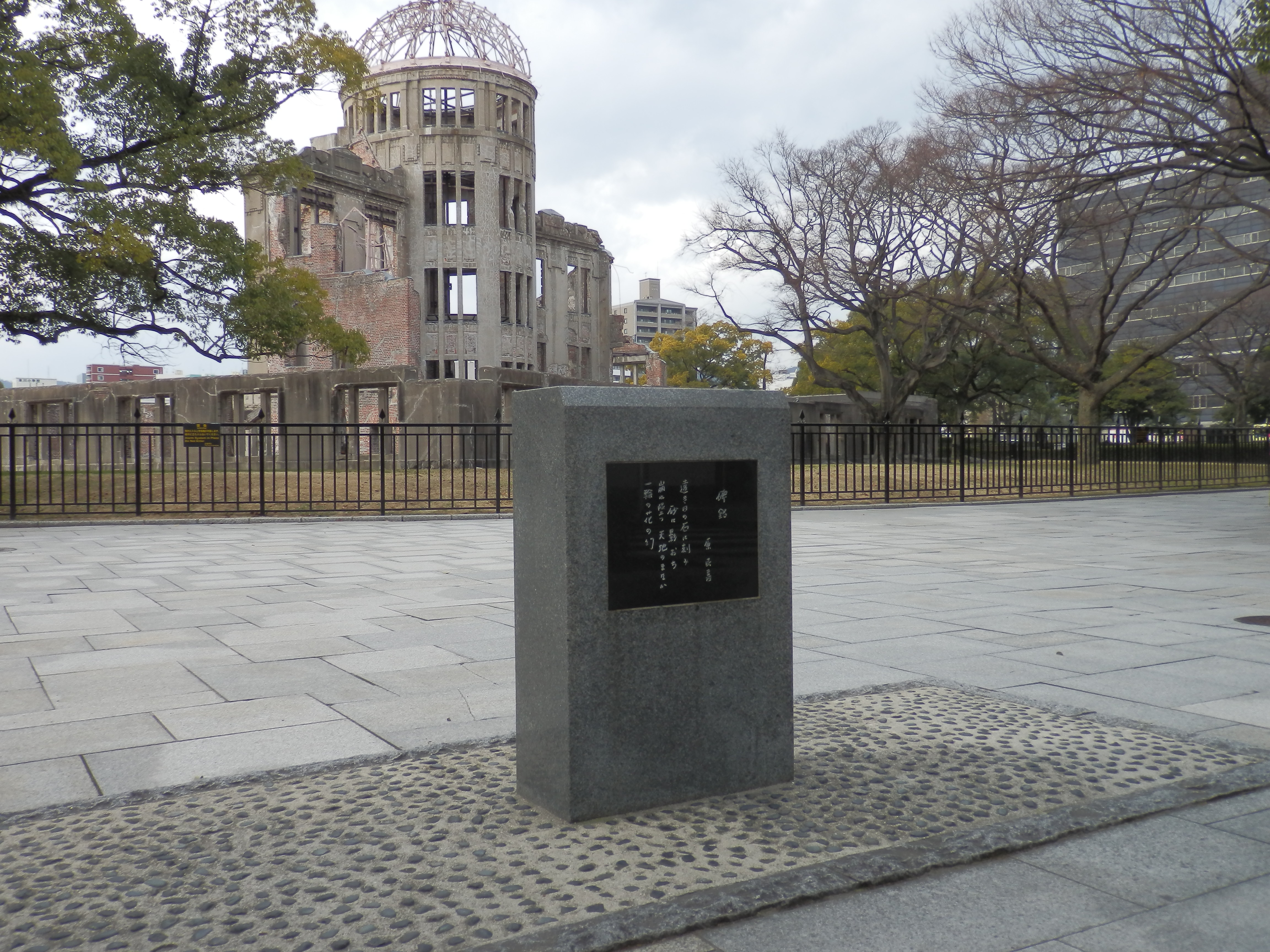
平和記念公園の原民喜詩碑

広島市平和記念公園内原爆ドーム東側に立つ原の詩碑には、彼の作品である「碑銘」（「遠き日の石に刻み/砂に影おち/崩れ墜つ/天地のまなか/一輪の花の幻」）が刻まれている。
原の没後、多くの友人知人の中から彼を記念する詩碑を出身地であり原爆に被災した地でもある広島市に建立しようという動きがあった。碑の建立は広島の学生同人誌運動の中心であり原に私淑していた梶山季之（当時広島高師在学中）らの奔走により実現し、表面に原の「碑銘」を刻んだ陶板、裏面に佐藤春夫の追悼文を刻んだ銅板を付し1951年末に広島城址公園に城の石垣を背に建立された。
しかしその後、碑は子供たちの投石遊びの標的にされ損傷、穴だらけになった陶板の碑銘の判読は困難な状態となり、また裏の銅板も何者かに持ち去られたため、1967年現在地に最初の形態そのままで再建された。
なお詩碑とは別に2010年には、被爆翌日に一夜を過ごした広島東照宮に、当時原が書いたメモ「原爆被災時のノート」の一節を刻んだ「原爆65周年追憶碑」が建立されている。

## 関連人物
- 佐々木基一 - 妻の貞恵の実弟として原と深い親交があった。
- 遠藤周作 - 戦後の一時期、原と親交を持った。
- 佐藤春夫 - 慶應義塾大学文学部の先輩で原を文壇に送り出すのに尽力。
- 伊藤整
- 梶山季之 - 広島高等師範学校在学中、原の最初の詩碑の建立の中心となった。
- 丸岡明 - 能楽書林関係者で戦後の一時期、上京して困窮していた原の面倒を見た。
- 熊平源蔵 - 学生時代に親交のあった熊平清一、武二兄弟の父。
- 祖田祐子 - 原が晩年に東京で知り合った若い女性タイピストで、プラトニックな交流があった。晩年期の作品に登場する「U子嬢」のモデルで、17通の遺書の内の一通には彼女に宛てられたものもあった。